# Aglaé Ernesta Giorgio
Aglaé Ernesta Giorgio (Curitiba, 15 luglio 1930 – 5 maggio 2006) è stata una cestista brasiliana.

## Carriera
Con il Brasile ha disputato due edizioni dei Campionati del mondo (1953, 1957), quattro dei Campionati sudamericani (1952, 1954, 1956, 1958) e i Giochi panamericani di Città del Messico 1955. 